# Regifted Light
Regifted Light es el quinto álbum de estudio de la cantautora americana Baby Dee. Fue lanzado el 22 de marzo de 2011 por Drag City. El álbum fue producido por el amigo y colaborador de Dee, Andrew WK. Las canciones fueron tocadas en un piano Steinway D que WK le dio a Dee. El álbum fue grabado en el hogar de Dee con una pequeña banda de acompañamiento.

## Lista de canciones
Todas las canciones fueron compuestas por Baby Dee.
1. "Cowboys with Cowboy Hat Hair" – 3:45
2. "Yapapipi" – 5:17
3. "Regifted Light" – 3:09
4. "Coughing Up Cat Hair" – 1:33
5. "Deep Peaceful" – 2:08
6. "Brother Slug and Sister Snail" – 4:54
7. "Lullaby Parade" – 2:53
8. "On the Day I Died" – 2:50
9. "Horn Pipe" – 0:45
10. "The Pie Song" – 2:13
11. "Cowboy Street" – 1:16
12. "The Move" – 2:50